# Marta Murru
Marta Murru (28 de abril de 2000) es una deportista italiana que compite en natación sincronizada.
Ganó tres medallas en el Campeonato Mundial de Natación de 2022 y seis medallas en el Campeonato Europeo de Natación, en los años 2022 y 2024.

## Palmarés internacional
| Campeonato Mundial | Campeonato Mundial | Campeonato Mundial | Campeonato Mundial |
| Año                | Lugar              | Medalla            | Prueba             |
| ------------------ | ------------------ | ------------------ | ------------------ |
| 2022               | Budapest (Hungría) | Medalla de plata   | Rutina especial    |
| 2022               | Budapest (Hungría) | Medalla de bronce  | Equipo técnico     |
| 2022               | Budapest (Hungría) | Medalla de bronce  | Combinación libre  |
| Campeonato Europeo |                    |                    |                    |
| Año                | Lugar              | Medalla            | Prueba             |
| 2022               | Roma (Italia)      | Medalla de plata   | Equipo técnico     |
| 2022               | Roma (Italia)      | Medalla de plata   | Combinación libre  |
| 2022               | Roma (Italia)      | Medalla de plata   | Rutina especial    |
| 2024               | Belgrado (Serbia)  | Medalla de plata   | Equipo libre       |
| 2024               | Belgrado (Serbia)  | Medalla de bronce  | Equipo técnico     |
| 2024               | Belgrado (Serbia)  | Medalla de bronce  | Rutina acrobática  |